# Jan Arnošt Smoler
Jan Arnošt Smoler (en allemand : Johann Ernst Schmaler), né le 3 mars 1816 dans le village de Merzdorf situé dans l'arrondissement de Görlitz en Haute Lusace et mort le 13 juin 1884 à Bautzen, est un philologue, écrivain et éditeur sorabe de la Haute-Lusace. Il est l'un des représentants les plus importants de la renaissance nationale de la culture sorabe au XIXe siècle.

## Biographie
Jan Smoler commence ses études à Lohsa, puis poursuit des études secondaires à Bautzen. Bien qu'il suive un enseignement en langue allemande, il parle couramment le sorabe, langue slave parlée par la minorité des Sorabes vivant en Allemagne.
En 1836, il commence à étudier la théologie à l'Université de Breslau. Après trois années d'études religieuses, il revient à Lohsa chez ses parents.
En 1847, il fonde avec le poète et linguiste Handrij Zejler la société savante scientifique et culturelle sorabe Maćica Serbska. Grâce au rayonnement de l'activité culturelle de cette société savante, le gouverneur de la Saxe autorise en 1850 l'enseignement de la langue sorabe dans un certain nombre d'écoles de Lusace, notamment dans la ville de Bautzen.
En 1851, Jan Smoler crée sa maison d'édition et publie un journal et des ouvrages en langue sorabe.
Jan Arnošt Smoler est un des défenseurs de la diversité culturelle et un partisan du panslavisme. Il défend la théorie de la réciprocité slave, en particulier, pour son propre petit pays, la Lusace, pour laquelle il encourage et promeut la culture sorabe, notamment au moyen d'échanges culturels avec les pays voisins de langue slave, tels que la Bohême et la Russie.